# Johann Kaspar Mertz
Johann Kaspar Mertz (Presburgo, 17 agosto 1806 – Vienna, 14 ottobre 1856) è stato un chitarrista e compositore slovacco attivo soprattutto a Vienna.

## Biografia
Battezzato come Casparus Josephus Mertz, il compositore nasce a Presburgo (l'odierna Bratislava), in Slovacchia.
Tra il 1840 circa e il 1856 è a Vienna, città che aveva ospitato altre importanti figure del mondo chitarristico, come Anton Diabelli, Mauro Giuliani, Wenceslaus Matiegka e Simon Franz Molitor. La fama di Mertz è dovuta soprattutto al suo virtuosismo esecutivo, che lo porta a suonare in Moravia, Polonia, Russia, Germania (Berlino e Dresda).
Nel 1846 sfiora la morte a causa di una overdose di stricnina, prescrittagli per il trattamento di una nevralgia, che gli costerà una convalescenza di un anno, assistito dalla moglie, la pianista Josephine Plantin, sposata nel 1842. Si può ipotizzare che l'ascolto, da parte di Johann Kaspar, del repertorio romantico suonato dalla moglie al pianoforte durante la convalescenza abbia influenzato sul suono e l'inusuale tecnica della mano destra adottata nella stesura dei Bardenklänge op.13 (1847-1855).
La musica di Mertz, contrariamente a gran parte dei suoi contemporanei, segue i modelli pianistici di Chopin, Mendelssohn, Schubert e Schumann, piuttosto che quelli classici di Mozart e Haydn (come per Sor e Aguado) o quelli operistici di Rossini (come per Giuliani).

## Composizioni
Mertz ha scritto almeno 150 numeri d'opera più tantissime composizioni inedite e postume. Si ricordano soprattutto le composizioni per chitarra sola e quelle per chitarra e pianoforte. Nelle sue opere per chitarra sola spiccano soprattutto i notturni e le fantasie, tra le quali compare l'Elegia, un'opera che secondo molti musicisti è la composizione che ha segnato più di tutte il romanticismo della chitarra. Johann Kaspar Mertz fa parte, insieme a Giulio Regondi e Napoléon Coste, della triade romantica della chitarra, strumento che è sopravvissuto in tutto il periodo romantico grazie a queste personalità. Lo stile compositivo e le armonie di Mertz si improntano nella prima parte della sua vita su uno stile classico, ma in seguito su uno stile decisamente più romantico e con armonie elaborate, uno stile quasi pianistico che solo lui stesso riusciva a eseguire nel modo migliore, impressionando tutti, perfino Schubert. 
Opere per chitarra
- Op. 4: Notturno
- Op. 8: Opern Revue, Il Trovatore de G. Verdi
- Op. 8: Opern Revue, La Norma de V. Bellini
- Op. 8: Opern Revue, Lucia di Lammermoor de G. Donizetti
- Op. 8: Opern Revue, The Barber of Seville de G. Rossini
- Op. 9: 4, Ländler
- Op. 13: 1, An Malvina
- Op. 13: 1, Romanze
- Op. 13: 2, Abendlied
- Op. 13: 2, Elfenreigen
- Op. 13: 2, Unruhe
- Op. 13: 3, An die Entfernte
- Op. 13: 3, Capriccio
- Op. 13: 3, Etude
- Op. 13: 4, Gondoliera
- Op. 13: 4, Liebeslied
- Op. 13: 5, Fingals- Höhle
- Op. 13: 5, Gebeth
- Op. 13: 6, Tarantelle
- Op. 13: 7, Variations Mignonnes
- Op. 13: 8, Kindermärchen
- Op. 13: 9, Rondino
- Op. 13: 10, Romanze
- Op. 13: 10, Scherzo
- Op. 13: 10, Sehnsucht
- Op. 13: 11, Lied ohne Worte
- Op. 13: 11, Mazurka
- Op. 13: 12, Polonaises Favorites Nos. 1-4
- Op. 13: 13, Polonaises Favorites Nos. 5-7
- Op. 13: 14, Romanze
- Op. 13: 15, Walzer in Ländlerstyl
- Op. 65: 1, Fantaisie Hongroise
- Op. 65: 2, Fantasie Originale
- Op. 65: 3, Le Gondolier
- Wow: 5 Waltzes
- Wow: Caprice sur un thème favori de C. M. de Weber, Opus 50
- Wow: Concertino per la Chitarra sola
- Wow: Elegie (Introduction from Muzyka Gitarista)
- Wow: Elegie für die Guitare
- Wow: Fantaisie Originale
- Wow: Fantasie über Webers letzten Gedanken pour la guitare seule
- Wow: Harmonie du Soir
- Wow: Introduction et Rondo Brillant opus 11
- Wow: La Rimembranza
- Wow: Le Carneval de Venice opus 6
- Wow: Le Romantique
- Wow: Les Adieux
- Wow: Orgelfuge von Albrechtsberger
- Wow: Pensée Fugitive
- Wow: Pianto dell'Amante
- Wow: Praeludium in D dur
- Wow: Souvenir de Choulhoff